# 레오 (1990년)
레오(Leo, 본명: 정택운, 1990년 11월 10일 ~ )는 대한민국의 보이 그룹 빅스의 메인보컬을 맡고 있다.

## 학력
- 서울남성초등학교 (졸업)
- 문래중학교 (졸업)
- 언남고등학교 (졸업)
- 호원대학교 방송연예과 (학사)
- 백석대학교 대학원 작곡과 (재학)

## 음반
- 2014.08.05 Y.BIRD From Jellyfish With LYn X LEO '꽃잎놀이' 발매
- 2016.09.20 SBS 라디오 '파워FM(107.7MHz)' 개국 20주년 쏭 프로젝트 '그뿐야' 발매
- 2018 축구국가대표팀 응원앨범 'We, the reds'발매
- 2018.07.31 1st Mini Album [CANVAS] 발매
- 2018.10.02 '있는데 없는 너' 발매
- 2019.02.19 공간, Space Project 'FEEL LOVE' 발매
- 2019.02.21 뮤지컬 엘리자벳 2018 '마지막 춤' 발매
- 2019.06.05 'the flower' 발매
- 2019.06.17 2nd Mini Album [MUSE] 발매
- 2021.11.02 '남아있어' 발매
- 2022.08.23 3rd Mini Album [Piano man Op. 9] 발매

## 가수 외 활동

### 뮤지컬
- 2014《풀하우스》- 이영재 역
- 2016《마타하리》- 아르망 역
- 2016~2017《몬테크리스토》- 알버트 역
- 2017《마타하리》- 아르망 역
- 2017 ~ 2018《더라스트키스》- 황태자 루돌프 역
- 2018 ~ 2019《엘리자벳》- 죽음(토드) 역
- 2019《마리앙투아네트》- 악셀 폰 페르젠 백작 역
- 2021~2022《프랑켄슈타인》- 앙리 뒤프레/괴물 역
- 2022《번지점프를 하다》- 서인우 역
- 2022《웨스트 사이드 스토리》- 리프 역
- 2023《그레이트 코멧》- 아나톨 역
- 2024《부치하난》- 부치하난/누리 역
- 2025《멤피스》- 휴이 역

### 연극
- 2023《테베랜드》- 마르틴/페데리코 역
- 2024《테베랜드》- 마르틴/페데리코 역

### 작곡 및 작사
- 차가운 밤에 (Boy's Record)
- 할말 (Beautiful Liar)
- My Light (Beautiful Liar)
- Shadow (Depend on me 한정반A 히든트랙)
- Moonlight (Hanakaze)
- 그뿐야 (SBS 파워FM 20주년 쏭 프로젝트)
- 로맨스는 끝났다 (Kratos)
- 아름다운 밤에 (Whisper)
- Feeling (Whisper)
- 독 (Whisper japan)
- Touch & Sketch (CANVAS)
- Cover Girl (feat. LE) (CANVAS)
- Free Tempo (CANVAS)
- Give me something (CANVAS)
- 나는 요즘 (CANVAS)
- Gesture (CANVAS)
- 꿈 (CANVAS)
- 로맨티시즘 (MUSE)
- 다가오는 것들 (MUSE)
- 향수병 (MUSE)
- 타이트해 (MUSE)
- MUSE (MUSE)
- the flower (MUSE)
- Beautiful Love (Piano man Op. 9)
- Losing Game (Piano man Op. 9)
- So easy (Piano man Op. 9)
- Chilling (Piano man Op. 9)
- Blue Rain(Piano man Op. 9)

### 예능
- 2016년 MBC 《미스터리 음악쇼 복면가왕》 - 흥부가 기가 막혀
- 2016년 MBC 《듀엣가요제》
- 2017년 KBS2 《노래싸움 - 승부》
- 2017년 MBC 에브리원 《비디오스타》

### 드라마
- 2022년 웹드라마 《펜스 밖은 해피엔딩》 - 김정현 역

## 수상

### 가요 프로그램 1위
| 연도            | 수상 내역 (총 1회)                                                                        |
| --------------- | ----------------------------------------------------------------------------------------- |
| 2018년 (총 1회) | - Touch & Sketch (총 1회) - 8월 7일 《THE SHOW: All About K-POP 시즌 5》 더 쇼 초이스 1위 |